# University Park (Illinois)
University Park è un comune degli Stati Uniti d'America, situato nell'Illinois, nella contea di Will e in parte nella contea di Cook.